# 1,5-pentanodiol
El 1,5-pentanodiol o pentano-1,5-diol es un diol cuya fórmula semidesarrollada es HOCH2-(CH2)3-CH2OH. Los dos grupos hidroxilo se localizan en los extremos de una cadena lineal de cinco átomos de carbono.

## Propiedades físicas y químicas
El 1,5-pentanodiol es un líquido incoloro, viscoso y oleoso. Inodoro, tiene un gusto amargo. Su densidad es de 0,994 g/cm³), hierve a 242 °C y solidifica a -16 °C.
Es miscible en agua, metanol, etanol y acetona. En éter, su solubilidad es de un 11% en peso. En cambio, tiene una limitada solubilidad en benceno, tricloroetano, cloruro de metileno y heptano.

## Síntesis
El 1,5-pentanodiol es fabricado por hidrogenación de ácido glutárico y sus derivados.
Por ejemplo, su preparación por hidrogenación a partir del glutarato de dimetilo puede hacerse con un catalizador consistente en un componente activo de óxido de cobre, óxido de zinc auxiliar y alúmina.
Asimismo, utilizando como precursor glutaraldehído, se utiliza un catalizador de rutenio (cuyo porcentaje es del 0,2-10%) soportado en un tamiz molecular, o en uno que contenga Al2O3, SiO2, TiO2, MgO, aluminosilicato amorfo o carbón activado.
Otra manera de preparar este diol es por hidrogenación de furfural seguido de hidrogenólisis del tetrahidrofurano sustituido. En esta última reacción, la temperatura se mantiene a 250-300 °C y como catalizador se emplea cromito de cobre (CuCr2O4).
La hidrogenólisis de alcohol tetrahidrofurfurílico a temperaturas de 250-300 °C y presiones de 230-430 bar en catalizadores Adkins basados en cromita de cobre tipo espinela o con un catalizador de Rh/SiO2, modificado con ReOx, es otra vía para obtener 1,5-pentanodiol:

## Usos
El 1,5-pentanodiol tiene una amplia gama de aplicaciones. Es producto inicial en síntesis de tintas, recubrimientos, plastificantes, disolventes y productos químicos industriales.
Así, se utiliza como plastificante en productos de celulosa y adhesivos. También como aditivo en líquido de frenos, tintas, tóneres y colorantes.
Otra aplicación, tanto de este diol como del 1,6-hexanodiol, es en la manufactura de materiales de poliéster o poliuretano. Otras aplicaciones incluyen la producción de delta-valerolactona, sustancias halogenadas, masillas, selladores y limpiadores.
Por otro lado, el 1,5-pentanodiol posee propiedades antimicrobianas y antifúngicas, formando parte de composiciones farmacéuticas.
En este ámbito, se ha empleado en productos para la pérdida de cabello, herpes labial, problemas en las uñas, pies secos y escamosos, y eccemas. Otros usos son como sustancia hidratante y como disolvente.

## Precauciones
El 1,5-pentanodiol no tiene peligros acusados para la salud. Su toxicidad aguda es muy baja en todas las vías de exposición probadas (oral, cutánea e inhalación). No obstante, es un compuesto combustible, cuyo punto de inflamabilidad es 135 °C y su temperatura de autoignición 335 °C.